# Túnez en los Juegos Olímpicos de París 2024
Túnez estuvo representado en los Juegos Olímpicos de París 2024 por un total de 27 deportistas, 14 mujeres y 13 hombres, que compitieron en 13 deportes.
Los portadores de la bandera en la ceremonia de apertura fueron el piragüista Salim Jemai y la remera Jadiya Krimi.

## Medallistas
El equipo olímpico tunecino obtuvo las siguientes medallas:
| Nombre                | Deporte   | Competición        |
| --------------------- | --------- | ------------------ |
| Oro                   |           |                    |
| Firas Katusi          | Taekwondo | –80 kg M           |
| Plata                 |           |                    |
| Farès Ferjani         | Esgrima   | Sable individual M |
| Bronce                |           |                    |
| Mohamed Jalil Yendubi | Taekwondo | –58 kg M           |